# Химура Кэнсин
Химура Кэнсин (яп. 緋村 剣心, ромадзи: Himura Kenshin, в русском переводе аниме Кенси Химура) —  главный герой манги и аниме-сериала Rurouni Kenshin («Самурай Икс»), нарисованный мангакой Нобухиро Вацуки. Вацуки создал этого персонажа как полную противоположность Хико Сэйдзюро, героя, появлявшегося в первой короткой манге Вацуки под названием Sengoku no Mikazuki, а позже и в Rurouni Kenshin — в качестве учителя Кэнсина.
Действие манги и аниме происходит в Японии периода бакумацу и последующей реставрации Мэйдзи. Согласно сюжету, Химура Кэнсин — бывший легендарный наёмный убийца, известный как «Хитоки́ри Батто́сай (яп. 人斬り抜刀斎)». С завершением эпохи бакумацу Кэнсин становится бродячим воином, вооружаясь сакабато́ — катаной с лезвием, заточенным по вогнутой стороне. Кэнсин странствует по Японии, предлагая помощь и защиту нуждающимся людям и таким образом искупая вину за убийства, совершённые им во время бакумацу. В Токио он встречает молодую женщину по имени Камия Каору, которую спасает от недоброжелателей, после чего Каору в благодарность предлагает Кэнсину пожить в своём додзё (принадлежащей ей школе кэндзюцу). На протяжении всего повествования Кэнсин устанавливает добрые отношения со многими людьми, включая бывших врагов, а также побеждает недругов, старых и новых. Благодаря этим дружеским связям и победам над врагами без убийств, Кэнсин постепенно избавляется от грызущей его вины и преодолевает свою природу убийцы-хитокири. К концу манги он обретает мир и душевное спокойствие, становясь мужем Каору и отцом её сына Кэндзи.
Среди читателей манги Кэнсин был очень популярен и во всех без исключения рейтингах персонажей, подсчитываемых журналом Shonen Jump, занимал первое место. Разнообразные рецензенты, критики и обозреватели тоже весьма благожелательно отзывались о его характере в манге и аниме, хотя некоторые из них жаловались на развитие персонажа во второй OVA под названием Rurouni Kenshin: Seisou Hen, сюжет которой сильно расходится с мангой. Кроме того, существуют разнообразные коллекционные предметы, изображающие Кэнсина, такие как брелоки для ключей, фигурки и плюшевые игрушки, а также копии его меча-сакабато.

## История создания

Страница из расширенного издания манги с изменённой внешностью персонажа

В качестве прототипа для истории Кэнсина Вацуки использовал биографию Каваками Гэнсая, реально существовавшего хитокири, казнённого правительством Мэйдзи. Поскольку главный герой предыдущей манги Вацуки, Хико Сэйдзюро, был высоким, черноволосым человеком в эффектных, бросающихся в глаза самурайских доспехах, мангака решил сделать внешность своего нового персонажа полной противоположностью старого, поэтому Кэнсин получился маленьким, хрупким, светловолосым и похожим на девочку. Шрам на левой щеке Кэнсин, по словам Вацуки, получил просто потому, что мангака не знал, что ещё добавить к внешности персонажа, а его длинные волосы автор не решался укоротить до самого финала манги, так как посчитал, что это сделает Кэнсина слишком похожим на Мульти (яп. マルチ Марути), одну из героинь японского визуального романа To Heart. Большую часть боевых способностей Кэнсина Вацуки позаимствовал у мечника по имени Мацубаяси Хэнъясай, исторического лица эпохи Эдо, применявшего в бою акробатические приёмы.
Вацуки спорил со своим редактором по поводу речи Кэнсина, и по итогам спора было решено, что главный герой будет часто употреблять жаргонные выражения. Однако в конце концов Вацуки исправил диалог Кэнсина по собственному усмотрению. Мангака добавил в речь героя слово-паразит «оро» (яп. おろ), служившее для выражения озадаченности или удивления, и сам был поражён тем, насколько прочно оно срослось с образом персонажа и как много раз пришлось использовать его в диалогах на протяжении всей манги. Кроме того, Вацуки хотел сделать Кэнсина старше 30-ти лет, однако редактор заметил, что персонаж такого возраста в манге, предназначенной для подростков, выглядит странно. После этого возраст Кэнсина был уменьшен до 28-ми лет.
В расширенном издании манги (т. н. «кандзэнбан»), выпущенном в Японии в июле 2006 года, содержалась одиночная страничка, на которой Вацуки представил персонажа в несколько изменённом виде. Чтобы сделать крестообразный шрам Кэнсина более заметным, Вацуки удлинил его так, чтобы он пересекал нос. Волосы Кэнсина в одном из вариантов были короче, из-за чего он выглядел менее андрогинным, но завязаны в два развевающихся хвоста, а не в один, что делало его моложе. К мечу Кэнсина Вацуки пририсовал хабаки (муфту для фиксации меча в ножнах), чтобы подчеркнуть силу оружия и одновременно упростить рисунок. Изменился и внешний вид Кэнсина в образе хитокири: в новых набросках его одежда выглядела более потрёпанной, а на шее он носил шёлковый шарф своей погибшей жены Юкисиро Томоэ.

## Описание персонажа

### Прошлое
Согласно сюжету манги, главный герой происходит из крестьянской семьи (поэтому называть его самураем неверно, хотя это предполагается западным заголовком «Samurai X»). После смерти родителей маленький Синта, как в детстве звали Кэнсина, оказывается у работорговцев, на которых нападают бандиты и убивают и торговцев, и рабов. Выживает только Синта: его спасает Хико Сэйдзюро, сильный мечник, расправляющийся с бандитами. Мальчик становится учеником Хико и получает новое имя — Кэнсин, «Сердце меча». Однако по мере того, как в стране начинается смутное время бакумацу и нарастают противоречия между просёгунскими силами и империалистами, растёт и беспокойство Кэнсина, который желает создать новый мир и одновременно защитить людей от страданий. В конце концов Кэнсин покидает Хико Сэйдзюро, не завершив обучения, и оказывается в столице феодальной Японии, Киото, на службе у империалистов в качестве хитокири — наёмного убийцы.
Мастерство Кэнсина позволяет ему безупречно выполнять задания. За всё время работы он получает лишь одну рану — Киёсато Акира, телохранитель сёгунского чиновника, перед смертью задевает мечом левую щёку Кэнсина, оставляя длинный шрам. Через некоторое время после этого происшествия молодая одинокая женщина Юкисиро Томоэ становится свидетельницей убийства, которое совершает Кэнсин. Не найдя в себе решимости убить нежелательную свидетельницу, Кэнсин забирает Томоэ с собой, а позже, когда в Киото начинаются гонения на империалистов, вместе с ней бежит из города. Между Кэнсином и Томоэ возникает любовь, они женятся, однако выясняется, что Томоэ является участницей группировки, решившей уничтожить Кэнсина. Тот отправляется спасать жену из рук врагов, но со смертью их предводителя погибает и Томоэ, в последний момент вставшая на пути Кэнсина, чтобы закрыть его своим телом от более сильного оппонента. Короткий кинжал-танто, вылетевший из её руки, оставляет на щеке Кэнсина новый шрам, пересекающийся с предыдущим. Кэнсин, сожалея о смерти Томоэ и узнав из её дневника, что убитый им Киёсато Акира был её женихом, после реставрации Мэйдзи даёт клятву никогда больше не убивать и отправляется странствовать по Японии.

### Характер
У бывшего хитокири Кэнсина много врагов, поэтому он, желая защитить людей от опасности и боясь по вине противников снова потерять кого-то близкого, не разрешает себе сближаться с кем-либо. Со временем, однако, он начинает доверять друзьям, полагаться на них, и порой позволяет им сражаться бок о бок с собой. Кэнсин миролюбив и считает человеческую жизнь высшей ценностью. Он полагает неразумным как мщение врагам, так и самоубийство с целью сохранения чести, и думает, что любые неверные поступки можно загладить, помогая людям и защищая слабых. Окружающие Кэнсина перенимают его образ мыслей: так, кулачный боец Сагара Сано́сукэ отказывается от мыслей о мести правительству империалистов, а Такани Мэгуми, запуганная наркоторговцем Такэдой Канрю и производившая опиум для него, не совершает самоубийство, чтобы искупить свою вину, а вместо этого становится врачом, чтобы помогать людям. Но если близким Кэнсина угрожает опасность, он предпринимает самые серьёзные меры, чтобы защитить их, мало заботясь о своей жизни и жизнях нападающих. Например, когда Савагэдзё Тё, один из помощников амбициозного диктатора Сисио Макото, угрожает убить маленького ребёнка, в глазах Кэнсина символизирующего новую эру и новую жизнь, Кэнсин принимает решение нарушить свою клятву и убить Тё, пока тот не выполнил угрозу. Лишь по счастливой случайности Тё остаётся в живых. Эти серьёзные меры имеют не менее серьёзные побочные эффекты: когда Кэнсин чувствует, что его усилия могут оказаться недостаточными для защиты тех, кого он ценит, природа хитокири баттосая, убийцы, помимо его воли начинает медленно одерживать верх над личностью доброго бродячего воина.
Хико Сэйдзюро утверждает, что Кэнсину не хватает воли к жизни, чтобы победить прошлое, поскольку, будучи наёмным убийцей, он не заботился и не имел причин заботиться о своей жизни. Осознав это, Кэнсин учится находить в себе волю к жизни, в чём ему помогают отношения с друзьями, и особенно — любовь Камии Каору, благодаря которой Кэнсин понимает, что ему есть ради чего жить. Это осознание помогает ему одержать верх в битве с Сисио Макото, который планировал свергнуть правительство в стране и стать единоличным властителем Японии. В бою с Синомори Аоси, главой отряда ниндзя, Кэнсин повторяет слова своего учителя о том, что воля к жизни сильнее всего на свете. К концу повествования Кэнсин, обретя желание жить, полностью побеждает свою природу убийцы. Сайто Хадзимэ, давний и грозный враг Кэнсина, отказывается от решающего поединка с ним, поскольку в нём не осталось ничего от хитокири эпохи бакумацу, с которым Сайто хотел свести счёты.
В японской версии речь Кэнсина содержит множество специфических выражений, не имеющих адекватного перевода. Так, большую часть времени Кэнсин разговаривает в очень вежливом стиле, завершая фразы почтительным глагольным оборотом «дэ годзару» (яп. で御座る). Говоря о себе, Кэнсин использует устаревшее, чрезвычайно скромное личное местоимение «сэсся» (яп. 拙者), а практически всех женщин именует с прибавлением уважительного суффикса «-доно» (яп. 殿), который обычно добавлялся к именам феодалов-даймё. Речь Кэнсина-«баттосая» резко отличается от обычной: вежливые обороты исчезают, а скромное «сэсся» заменяется дерзким мужским местоимением «орэ» (яп. 俺). На протяжении всей манги Кэнсин часто использует восклицание «оро», выражающее удивление или недоумение и ставшее отличительной чертой персонажа.

### Способности

Амакакэру Рю но Хирамэки: вакуумная воронка, создаваемая взмахом меча.

Согласно сюжету, Кэнсин владеет вымышленным стилем фехтования под названием Хитэ́н Мицуру́ги (яп. 飛天御剣流, «Стиль благородного меча, летящего в небесах»). Мастерство Кэнсина позволяет ему двигаться со сверхчеловеческой скоростью, быстротой и реакцией, запоминать и предсказывать поведение противника в бою, а также выполнять разнообразные мощные удары мечом. Несмотря на то, что почти все его техники направлены на убийство врага, Кэнсин не желает смерти противников и сражается, используя сакабато, меч с лезвием на вогнутой стороне, пригодный для защиты и неспособный нанести фатальные раны своей незаострённой стороной.
Кэнсин решает окончить обучение, чтобы победить Сисио Макото, и овладевает приёмом Ку́дзу-рю́сэн (яп. 九頭龍閃, «Удар девятиглавого дракона»), с помощью которого можно одновременно наносить противнику девять ударов по всем основным зонам атаки, что делает практически невозможным блок или уклонение. Однако Кудзу-рюсэн является только первым шагом на пути к овладению финальной техникой стиля Хитэн Мицуруги — Амакакэ́ру Рю но Хирамэ́ки (яп. 天翔龍閃, «Вспышка парящего в небесах дракона»), которая соединяет в себе достоинства Хитэн Мицуруги и баттодзюцу, а её скорость превосходит даже быстроту Кудзу-рюсэн. Секрет этой техники заключается в дополнительном шаге левой ногой, который добавляет мечу ускорение и вес. Кроме того, если противник блокирует или уклоняется от первого удара, сила необыкновенно быстрого взмаха клинком вытесняет воздух и создаёт вакуумную воронку, которая притягивает врага ближе. В это время тело человека, использующего эту технику, поворачивается вокруг своей оси для следующего удара, который благодаря размаху получается намного сильнее первого. Однако нагрузки, которые при этом испытывает тело, делают стиль Хитэн Мицуруги подходящим только для крепких и мускулистых людей, таких как учитель Кэнсина Хико Сэйдзюро. Кэнсин не выдерживает напряжения, и к концу манги физическое состояние не позволяет ему использовать этот стиль когда-либо в будущем.

## Краткий обзор сюжета
Поскольку Кэнсин является главным героем манги, практически всё повествование так или иначе затрагивает его. В первой части манги бродячий воин Химура Кэнсин появляется в Токио и поселяется в додзё Камии Каору. У Кэнсина имеется много врагов, старых и новых, но постепенно он обретает и преданных друзей. Относительно мирная жизнь Кэнсина заканчивается в тот момент, когда его находит грозный противник из прошлого — Сайто Хадзимэ. Однако бой Сайто и Кэнсина прерывает Окубо Тосимити, высокопоставленный чиновник правительства Мэйдзи, сообщающий Кэнсину о появлении опасного и амбициозного человека, Сисио Макото, планирующего захватить всю Японию и взять её под свой контроль.
Во второй части манги Кэнсин отправляется в Киото, чтобы положить конец притязаниям Сисио. Для этого он вынужден обратиться к своему бывшему учителю Хико Сэйдзюро и окончить обучение. После этого Кэнсин и его друзья, прибывшие вслед за ним в Киото, побеждают Сисио и его приспешников и с триумфом возвращаются в Токио.
В третьей части манги, через несколько месяцев после описанных событий, у Кэнсина появляется новый враг — Юкисиро Эниси, младший брат погибшей жены Кэнсина Томоэ, желающий отомстить за смерть сестры. Эниси похищает Каору, оставив вместо неё искусно сделанную куклу с мечом в сердце, неотличимую от человеческого тела. Кэнсин, убеждённый, что Каору убита, уходит горевать в селение бездомных, отчаявшихся бродяг. Однако его друзья обнаруживают, что Каору жива, и Кэнсин вместе с ними отправляется выручать девушку. После боя с Эниси, в котором Кэнсин одерживает победу, он вместе с Каору возвращается домой и со временем становится её мужем и отцом их сына, Кэндзи. Впоследствии Кэнсин отдаёт свой меч-сакабато Мёдзину Яхико, ученику Каору, в подарок на совершеннолетие.

## Упоминания в других произведениях

В OVA Кэнсин выглядит реалистичнее, чем в манге и аниме-сериале.

Персонаж-прототип Кэнсина впервые появился в короткой манге Вацуки «Rurouni: Meiji Kenkaku Romantan», состоявшей из двух несвязанных глав и повествующих о бродячем воине, который появляется в Токио и защищает несколько семей от бандитов и злодеев. Хотя имя этого «стартового» персонажа не было названо, прототип был очень похож на Кэнсина по характеру. Много позже был создан анимационный фильм «Rurouni Kenshin: Ishin Shishi e no Requiem», в котором Кэнсин встречает самурая по имени Такими Сигурэ, желающего свергнуть правительство Мэйдзи и отомстить за смерти членов своей семьи во время бакумацу. Чтобы избежать начала новой гражданской войны, Кэнсин вступает с ним в бой и побеждает в поединке.
Помимо этого, Кэнсин появляется в двух OVA, созданных по серии «Rurouni Kenshin». В обеих OVA Кэнсин имеет более реалистичный внешний вид (по сравнению с «мультяшным» видом в аниме и манге) и характер, отличающийся от оригинального. В первой из них, «Rurouni Kenshin: Tsuioku Hen», рассказывается о прошлом Кэнсина в качестве хитокири на службе японских империалистов и о событиях, в результате которых он получил свой крестообразный шрам. Во второй OVA, «Rurouni Kenshin: Seisou Hen», напротив, повествование затрагивает будущее Кэнсина, который, став мужем Каору и отцом её сына, не может забыть своих прошлых преступлений и снова отправляется странствовать. Он соглашается помочь правительству Мэйдзи в первой японо-китайской войне, но заражается неизвестной болезнью, от которой умирает на руках у Каору, едва вернувшись в Токио.
Кроме того, за Кэнсина можно играть во всех видеоиграх по серии «Rurouni Kenshin», включая Jump Super Stars и Jump Ultimate Stars.

## Реакция критиков
Кэнсин оказался очень популярным героем среди читателей манги и во всех официальных рейтингах журнала «Shonen Jump» занимал первое место с отрывом от ближайшего по популярности персонажа более чем в два раза. В Японии производились разнообразные продукты, изображающие Кэнсина, включая мягкие игрушки, брелоки и фигурки. С момента публикации манги специально для фанатов и коллекционеров выпускались и полноразмерные копии меча-сакабато Кэнсина с лезвием на обратной стороне, как незаточенные, так и острые. Мечи
Несколько интернет-порталов, посвящённых манге, аниме, видеоиграм и другой подобной продукции, опубликовали рецензии, содержавшие критику персонажа. Обозреватель от сайта T.H.E.M. Anime Reviews, в частности, отмечал, что в комических сценах Кэнсин нарисован в тиби-стиле, а это совершенно не соответствует характеру героя и общему настрою манги. С другой стороны, критик от портала Anime News Network счёл, что как раз комические сценки, в которых участвует Кэнсин, делают этого персонажа привлекательным для аудитории. Обозревательница от сайта SciFi.com, принадлежащего американскому кабельному каналу Sci Fi Channel, в рецензии написала, что внутренний конфликт Кэнсина между двумя сторонами его личности, безжалостным убийцей и деревенским пареньком, служит замечательной основой для развития увлекательного повествования. Помимо этого, Кэнсин занимает пятую строчку в списке 25 лучших персонажей аниме по версии IGN от 2009 года.
Если изображение Кэнсина в манге и аниме-сериале в целом было встречено с одобрением, то отзывы об OVA оказались менее благожелательными. Особенно жёстко обозреватели критиковали вторую OVA, «Rurouni Kenshin: Seisou Hen». Рецензент от Anime News Network написал, что в ней продолжается старая тема угрызений совести и вины, мучающей Кэнсина, и отметил, что главный герой совершенно перестал употреблять своё знаковое слово «оро». Критик от IGN.com счёл, что некоторые моменты отношений Кэнсина с Каору действуют на зрителя угнетающе. Нобухиро Вацуки, создатель персонажа, тоже выразил своё неудовольствие, сказав, что Кэнсин прошёл через огромное количество препятствий и по крайней мере заслуживал счастливого конца истории. Тем не менее, нашлись обозреватели, отметившие чрезвычайную сложность личности Кэнсина в OVA, нехарактерную для анимированных фильмов, поскольку главный герой не может забыть своё кровавое прошлое, несмотря на мирную жизнь в настоящем.
Химура Кэнсин послужил основой для нескольких персонажей японских видеоигр, таких как Кэйитиро Васидзука из The Last Blade и Сидзумару Хисамэ из серии Samurai Shodown. Дизайн Химуры Кэнсина, повлиял на дизайн Тандзиро Камадо из Истребитель демонов. Кроме того, автор манги «Наруто» планировал использовать характер Кэнсина для одного из своих основных персонажей, Какаси Хатакэ, но эта идея оказалась неудачной. Нобухиро Вацуки впоследствии применил внешний вид Кэнсина для Токико Цумуры, одной из главных героинь своей новой работы «Buso Renkin». Автор сообщил, что срисовал лицо Токико с Кэнсина, придав ему женские черты. Маё Судзукадзэ, озвучивавшая Кэнсина, в интервью заявила, что после многих лет работы с этим героем начала ощущать себя похожей на него, и добавила, что этот проект стал одним из лучших её впечатлений от работы сэйю.